# Gran Premio motociclistico delle Nazioni 1975
Il Gran Premio motociclistico delle Nazioni fu il quinto appuntamento del motomondiale 1975.
Si svolse il 18 maggio 1975 presso l'Autodromo di Imola alla presenza di 200.000 spettatori. Erano in programma tutte le categorie.
In 50 Eugenio Lazzarini, partito male, rimontò fino al secondo posto, dietro al vincitore Ángel Nieto.
In 125 nuova doppietta per i piloti Morbidelli. In testa per buona parte della gara, Pier Paolo Bianchi cedette la prima posizione a Paolo Pileri all'ultimo giro, sotto i fischi del pubblico.
Walter Villa regolò agevolmente Johnny Cecotto in 250, dopo aver lasciato sfogare il venezuelano. Ottavo, al suo debutto iridato, Felice Agostini, fratello minore di "Ago".
Cecotto aveva vinto in precedenza la gara della 350. In questa prova Giacomo Agostini, partito male, recuperò fino a giungere secondo. Primi punti nel Mondiale per Marco Lucchinelli (7°).
In 500 Agostini non ebbe rivali: l'unico potenzialmente in grado di tenergli testa, Teuvo Länsivuori, si fratturò una spalla cadendo in prova.
La gara dei sidecar, ultima della giornata, fu annullata a causa del pubblico, che si era assiepato anche sui guard-rail a bordo pista e aveva invaso il circuito. L'annullamento provocò l'ira dei sidecaristi, ai quali la direzione gara non voleva pagare la diaria.

## Classe 500

### Arrivati al traguardo
| Pos. | Pilota            | Moto            | Tempo     | Punti |
| ---- | ----------------- | --------------- | --------- | ----- |
| 1    | Giacomo Agostini  | Yamaha          | 59' 28" 2 | 15    |
| 2    | Phil Read         | MV Agusta       | +1' 00" 8 | 12    |
| 3    | Hideo Kanaya      | Yamaha          | +1' 23" 6 | 10    |
| 4    | Armando Toracca   | MV Agusta       | +1' 48" 4 | 8     |
| 5    | Stan Woods        | Suzuki          | +1 giro   | 6     |
| 6    | Alex George       | Yamaha          | +1 giro   | 5     |
| 7    | John Newbold      | Suzuki          | +2 giri   | 4     |
| 8    | Thierry Tchernine | Yamaha          | +2 giri   | 3     |
| 9    | Bernard Fau       | Yamaha          | +2 giri   | 2     |
| 10   | Ruedi Keller      | Yamaha          | +2 giri   | 1     |
| 11   | Max Wiener        | Rotax           | +2 giri   |       |
| 12   | Nico Cereghini    | Suzuki          | +2 giri   |       |
| 13   | Giorgio Gatti     | Yamaha          | +2 giri   |       |
| 14   | Germano Paganini  | Harley-Davidson | +2 giri   |       |
| 15   | Germano Salsi     | Yamaha          | +2 giri   |       |
| 16   | Sergio Baroncini  | Ducati          | +2 giri   |       |

### Ritirati
| Pilota               | Moto            | Motivo ritiro |
| -------------------- | --------------- | ------------- |
| Eduardo Celso-Santos | Yamaha          |               |
| Christian Léon       | König           |               |
| Chas Mortimer        | Maxton-Yamaha   |               |
| Pentti Korhonen      | Yamaha          |               |
| Virginio Ferrari     | Paton           |               |
| Roberto Gallina      | Suzuki          |               |
| Michel Rougerie      | Harley-Davidson |               |
| Mimmo Cazzaniga      | Harley-Davidson |               |
| Barry Sheene         | Suzuki          |               |
| Guido Mandracci      | Yamaha          |               |
| Mario Necchi         | Yamaha          |               |
| Giuliano Barzanti    | Yamaha          |               |
| Remo Bianconcini     | Suzuki          |               |

### Non partito
| Pilota           | Moto   |
| ---------------- | ------ |
| Teuvo Länsivuori | Suzuki |

## Classe 350
30 piloti alla partenza, 11 al traguardo.

### Arrivati al traguardo
| Pos. | Pilota            | Moto          | Tempo     | Punti |
| ---- | ----------------- | ------------- | --------- | ----- |
| 1    | Johnny Cecotto    | Yamaha        | 53' 29" 4 | 15    |
| 2    | Giacomo Agostini  | Yamaha        | +15" 7    | 12    |
| 3    | Patrick Pons      | Yamaha        | +17" 2    | 10    |
| 4    | Dieter Braun      | Yamaha        | +17" 4    | 8     |
| 5    | Gérard Choukroun  | Yamaha        | +39" 4    | 6     |
| 6    | Giovanni Proni    | Yamaha        | +1' 00" 1 | 5     |
| 7    | Marco Lucchinelli | Yamaha        | +1' 21"   | 4     |
| 8    | Chas Mortimer     | Maxton-Yamaha | +1' 55" 9 | 3     |
| 9    | Guido Mandracci   | Yamaha        | +1 giro   | 2     |
| 10   | Hans Stadelmann   | Yamaha        | +1 giro   | 1     |
| 11   | Jack Findlay      | Yamaha        | +1 giro   |       |

### Ritirati
| Pilota             | Moto            | Motivo ritiro |
| ------------------ | --------------- | ------------- |
| Víctor Palomo      | SMAC-Yamaha     |               |
| Hideo Kanaya       | Yamaha          |               |
| Alex George        | Yamaha          |               |
| Jean-Paul Boinet   | Yamaha          |               |
| Olivier Chevallier | Yamaha          |               |
| Walter Villa       | Harley-Davidson |               |
| Pentti Korhonen    | Yamaha          |               |
| Philippe Coulon    | Yamaha          |               |
| Paolo Tordi        | Yamaha          |               |

## Classe 250
30 piloti alla partenza, 18 al traguardo.

### Arrivati al traguardo
| Pos. | Pilota              | Moto            | Tempo     | Punti |
| ---- | ------------------- | --------------- | --------- | ----- |
| 1    | Walter Villa        | Harley-Davidson | 50' 25" 5 | 15    |
| 2    | Johnny Cecotto      | Yamaha          | +16" 9    | 12    |
| 3    | Michel Rougerie     | Harley-Davidson | +35" 4    | 10    |
| 4    | Dieter Braun        | Yamaha          | +47" 5    | 8     |
| 5    | Patrick Pons        | Yamaha          | +1' 28" 7 | 6     |
| 6    | Mario Lega          | Yamaha          | +2' 00" 3 | 5     |
| 7    | Tom Herron          | Yamaha          | +2' 04" 2 | 4     |
| 8    | Felice Agostini     | Yamaha          | +2' 05" 6 | 3     |
| 9    | Pentti Korhonen     | Yamaha          | +2' 09" 6 | 2     |
| 10   | Leif Gustafsson     | Yamaha          | +2' 15" 5 | 1     |
| 11   | Luigi Richetti      | Yamaha          |           |       |
| 12   | Tapio Virtanen      | MZ              |           |       |
| 13   | Erasmo di Giacinto  | Yamaha          |           |       |
| 14   | Gino Tondo          | Yamaha          |           |       |
| 15   | Olivier Chevallier  | Yamaha          |           |       |
| 16   | Henk van Kessel     | Yamaha          |           |       |
| 17   | Jean-Paul Boinet    | Yamaha          |           |       |
| 18   | Francesco Pisanelli | Yamaha          |           |       |

### Ritirati
| Pilota                 | Moto   | Motivo ritiro |
| ---------------------- | ------ | ------------- |
| Philippe Coulon        | Yamaha |               |
| Giovanni Proni         | Yamaha |               |
| Jean-Louis Guignabodet | Yamaha |               |
| Edmar Ferreira         | Yamaha |               |
| Giuseppe Consalvi      | Yamaha |               |
| Paolo Tordi            | Yamaha |               |
| Paolo Pileri           | Yamaha |               |
| Otello Buscherini      | Yamaha | caduta        |
| Gérard Choukroun       | Yamaha |               |
| Ikujiro Takai          | Yamaha |               |
| Fosco Giansanti        | Yamaha |               |
| Bruno Kneubühler       | Yamaha |               |

## Classe 125

Paolo Pileri in azione su Morbidelli nella vittoriosa gara della classe 125

29 piloti alla partenza, 12 al traguardo.

### Arrivati al traguardo
| Pos. | Pilota             | Moto       | Tempo     | Punti |
| ---- | ------------------ | ---------- | --------- | ----- |
| 1    | Paolo Pileri       | Morbidelli | 46' 13" 3 | 15    |
| 2    | Pier Paolo Bianchi | Morbidelli | +0" 3     | 12    |
| 3    | Henk van Kessel    | AGV-Condor | +1' 30" 6 | 10    |
| 4    | Leif Gustafsson    | Yamaha     | +2' 07" 4 | 8     |
| 5    | Pierluigi Conforti | Malanca    | +2' 21" 3 | 6     |
| 6    | Bruno Kneubühler   | Yamaha     | +1 giro   | 5     |
| 7    | Hans Müller        | Yamaha     | +1 giro   | 4     |
| 8    | Eugenio Lazzarini  | Piovaticci | +1 giro   | 3     |
| 9    | Alberto Ieva       | Derbi      | +1 giro   | 2     |
| 10   | Ulrich Graf        | Yamaha     | +2 giri   | 1     |

## Classe 50

### Arrivati al traguardo
| Pos. | Pilota             | Moto       | Tempo     | Punti |
| ---- | ------------------ | ---------- | --------- | ----- |
| 1    | Ángel Nieto        | Kreidler   | 29' 54" 1 | 15    |
| 2    | Eugenio Lazzarini  | Piovaticci | +12" 8    | 12    |
| 3    | Stefan Dörflinger  | Kreidler   | +1' 14" 8 | 10    |
| 4    | Claudio Lusuardi   | Derbi      | +1' 17" 5 | 8     |
| 5    | Herbert Rittberger | Kreidler   | +1' 51" 4 | 6     |
| 6    | Henk van Kessel    | Kreidler   | +2' 10" 1 | 5     |
| 7    | Ramón Galí         | Derbi      | +1 giro   | 4     |
| 8    | Ulrich Graf        | Kreidler   | +1 giro   | 3     |
| 9    | Carlo Guerrini     | Ringhini   | +1 giro   | 2     |
| 10   | Germano Zanetti    | Kreidler   | +1 giro   | 1     |

## Fonti e bibliografia
- La Stampa, 18 maggio 1975, pag. 21 e 19 maggio 1975, pag. 15
- "Moto73" n° 11 del 30 maggio 1975, su motorracehistorie.nl. URL consultato il 2 luglio 2013 (archiviato dall'url originale il 25 ottobre 2013).
- Risultati della 500 su autosport.com, su autosport.com.